# Ернст Кеніг
Ернст Генріх Ганс Георг Кеніг (нім. Ernst Heinrich Hans Georg König; 12 травня 1908, Фульда — 4 березня 1986, Геттінген) — німецький воєначальник, генерал-майор вермахту. Кавалер Лицарського хреста Залізного хреста з дубовим листям.

## Біографія
Син поліцейського Макса Кеніга і його дружини Матильди, уродженої Діцель. 11 травня 1927 року вступив на службу в охоронну поліцію. В 1935 році перейшов у вермахт і 1 жовтня був зарахований в 3-ю роту 15-го піхотного полку. 10 травня 1939 року призначений командиром роти 82-го піхотного полку. Учасник Польської і Французької кампаній, а також Німецько-радянської війни. З 1943 року командував 12-м гренадерським полком. З кінця червня по 1 липня 1944 року — командир 31-ї піхотної дивізії, яка діяла в районі Могильова, з 11 по 22 липня — 550-ї гренадерської, з 20 листопада 1944 року — 28-ї єгерської дивізії, яка билася в Східній Пруссії. 12 квітня 1945 року був поранений та евакуйований в тил. Після закінчення війни брав активну участь в роботі ветеранських організацій.

## Сім'я
9 грудня 1933 року одружився з Мартою Якоб. В 1935 році народилась дочка.

## Звання
- Вахмістр поліції (1 квітня 1928)
- Обервахмістр поліції (1 січня 1930)
- Фельдфебель (1 жовтня 1935)
- Оберлейтенант (10 травня 1939)
- Гауптман (1 травня 1940)
- Майор (1 лютого 1942)
- Оберстлейтенант (1 жовтня 1943)
- Оберст (1 квітня 1944)
- Генерал-майор (30 січня 1945)

## Нагороди
- Медаль «За вислугу років у Вермахті» 4-го і 3-го класу (12 років)
- Залізний хрест
  - 2-го класу (1 жовтня 1939)
  - 1-го класу (10 жовтня 1940)
- Нагрудний знак «За поранення»
  - в чорному (10 липня 1940)
  - в сріблі (16 вересня 1943)
- Штурмовий піхотний знак в сріблі (7 жовтня 1940)
- Німецький хрест в золоті (7 березня 1942)
- Медаль «За зимову кампанію на Сході 1941/42» (28 серпня 1942)
- Лицарський хрест Залізного хреста
  - лицарський хрест (16 вересня 1943)
  - дубове листя (№598; 21 вересня 1944)
- Нагрудний знак ближнього бою в бронзі (16 вересня 1943)